# W. V. D. Hodge
Sir Williams Vallance Douglas Hodge (17 de junio de 1903 - 7 de julio de 1975) fue un matemático británico, específicamente un geómetra.
Su descubrimiento de relaciones topológicas de largo alcance entre la geometría algebraica y la geometría diferencial (un área llamada ahora la teoría de Hodge) ha sido una mayor influencia en el trabajo posterior de la geometría.

## Biografía
Hodge nació en Edimburgo en 1903, el hijo menor y segundo de tres hijos de Jane (nacida en 1875) y Archibald James Hodge (1869-1938). Su padre era investigador de registros en el mercado inmobiliario y socio de la firma Douglas and Company y su madre era hija del dueño de una confitería, William Vallance. Vivían en Church Hill Place, 1 en el distrito de Morningside.
Asistió al George Watson's College y estudió en la Universidad de Edimburgo, donde se graduó con una maestría en 1923. Con la ayuda de E. T. Whittaker, cuyo hijo, J. M. Whittaker, era amigo de la universidad, se matriculó como estudiante afiliado en el St. John's College de Cambridge para estudiar el Tripos de Matemáticas. En Cambridge, se sintió influenciado por el geómetra Henry Frederick Baker. Obtuvo su licenciatura en Cambridge en 1925, su maestría en 1930 y su doctorado en Ciencias (ScD) en 1950.
En 1926, aceptó un puesto de profesor en la Universidad de Bristol y comenzó a trabajar en la interfaz entre la escuela italiana de geometría algebraica, en particular los problemas planteados por Francesco Severi, y los métodos topológicos de Solomon Lefschetz. Esto le forjó una reputación, pero provocó cierto escepticismo inicial por parte de Lefschetz. Según las memorias de Atiyah, Lefschetz y Hodge se reunieron en 1931 en la casa de Max Newman en Cambridge para intentar resolver las diferencias. Al final, Lefschetz quedó convencido. En 1928, fue elegido miembro de la Royal Society de Edimburgo. Sus proponentes fueron Sir Edmund Taylor Whittaker, Ralph Allan Sampson, Charles Glover Barkla y Sir Charles Galton Darwin. Recibió el Premio Gunning Victoria Jubilee de la Sociedad entre 1964 y 1968.
En 1930, Hodge obtuvo una beca de investigación en el St. John's College de Cambridge. Pasó el periodo 1931-1932 en la Universidad de Princeton, donde trabajaba Lefschetz, y también visitó a Oscar Zariski en la Universidad Johns Hopkins. En esa época, también asimilaba el teorema de De Rham y definía la operación en estrella de Hodge. Esto le permitiría definir formas armónicas y, por lo tanto, refinar la teoría de De Rham.[cita requerida]
A su regreso a Cambridge, le ofrecieron un puesto de profesor universitario en 1933. Se convirtió en profesor Lowndean de Astronomía y Geometría en Cambridge, puesto que ocupó entre 1936 y 1970. Fue el primer director del DPMMS.[cita requerida]
Fue rector del Pembroke College de Cambridge entre 1958 y 1970, y vicepresidente de la Royal Society entre 1959 y 1965. Fue nombrado caballero en 1959. Entre otros honores, recibió el Premio Adams en 1937 y la Medalla Copley de la Royal Society en 1974.[cita requerida]
Murió en Cambridge el 7 de julio de 1975.
El asteroide (25082) Williamhodge fue nombrado así en su honor.

## Publicaciones
- Hodge, W. V. D. (1941), The Theory and Applications of Harmonic Integrals, Cambridge University Press, ISBN 978-0-521-35881-1, MR 0003947.
- Hodge, W. V. D.; Pedoe, D. (1994), Methods of Algebraic Geometry, Volume I (Book II), Cambridge University Press, ISBN 978-0-521-46900-5.[11]
- Hodge, W. V. D.; Pedoe, Daniel (1994), Methods of Algebraic Geometry: Volume 2 Book III: General theory of algebraic varieties in projective space. Book IV: Quadrics and Grassmann varieties., Cambridge Mathematical Library, Cambridge University Press, ISBN 978-0-521-46901-2, MR 0048065.[12]
- Hodge, W. V. D.; Pedoe, Daniel (1994), Methods of Algebraic Geometry: Volume 3, Cambridge University Press, ISBN 978-0-521-46775-9.[13]